# Henri Sainte-Claire Deville
Henri Étienne Sainte-Claire Deville (Saint Thomas, 11 marzo 1818 – Boulogne-Billancourt, 1º luglio 1881) è stato un chimico francese, noto per le sue ricerche sull'alluminio.

## Biografia
Henry Sainte-Claire Deville nacque sull'isola di Saint Thomas nelle Antille, all'epoca colonia danese. Suo padre, originario della regione del Périgord (antico nome dell'attuale dipartimento della Dordogna, in Francia), aveva mantenuto la cittadinanza francese ed era armatore. 
Suo fratello Charles fu un geologo noto per le sue ricerche sui vulcani.
Ritornò in Francia assieme al fratello per studiare medicina e si laureò nel 1843. Si appassionò alla chimica seguì i corsi del chimico Thénard. In un granaio costruì il suo primo laboratorio e iniziò degli esperimenti che gli permisero di scoprire il toluene. 
Nel 1845 fu nominato professore a Besançon nella nuova facoltà di scienze e vi restò per sei anni. Durante questo periodo mise a punto un nuovo metodo di analisi dell'acqua (per analizzare le acque del fiume Doubs) e isolò l'anidride nitrica (N2O5) facendo passare del cloro sul nitrato d'argento. Questa scoperta gli valse la prima notorietà nel mondo scientifico europeo. 
Nel 1851, a soli 33 anni, fu nominato Maestro di conferenze presso la Scuola Normale Superiore di Parigi.
Negli anni successivi sviluppò la cerchia delle sue amicizie aprendo il suo laboratorio la domenica pomeriggio a personaggi celebri come scienziati (Pasteur), artisti (Renan) e politici (Thiers).
Lavorando con composti ritenuti molto stabili (come l'acqua e l'anidride carbonica), diede un contributo alla definizione di reversibilità delle reazioni e di equilibrio chimico. Questi lavori saranno ripresi e sviluppati dai suoi allievi Debray, Troost, Hautefeuille, Isambert e Ditte. Sempre su questi argomenti tenne delle conferenze intitolate «Leçons de chimie» (Lezioni di chimica).

## Le ricerche sull'alluminio
Subito dopo il suo arrivo alla Scuola Normale Superiore, iniziò degli esperimenti volti a determinare le proprietà del silicio, del magnesio e dell'alluminio.
Per produrre alluminio partì dalle esperienze di Friedrich Wöhler. Quest'ultimo non era riuscito a produrre che qualche pagliuzza di alluminio molto impuro. Per la riduzione dell'ossido d'alluminio, a differenza di Wœhler, sostituì il potassio con del sodio. Riuscì in questo modo a produrre i primi lingotti. Comunicò i suoi risultati all'Accademia delle Scienze nel 1854 a Parigi e ciò gli valse una grande popolarità e le ire di Wöhler.
Nel 1856 pubblicò un articolo sull'alluminio («Mémoire sur la fabrication du sodium et de l'aluminium » Annale de Chimie et de Physique, 46 (1856), 415-58) in cui fece questa lungimirante previsione: 
« l'alluminio è suscettibile di diventare un metallo utilizzato comunemente ».

## Gli inizi della produzione industriale dell'alluminio
1854, Henry Sainte-Claire Deville realizza la prima produzione industriale di alluminio in una fabbrica di Javel a Parigi. I lavori furono finanziati dall'imperatore Napoleone III e i primi lingotti vennero messi in mostra all'Esposizione Universale del 1855.
1856, la fabbrica viene spostata in un altro quartiere di Parigi e nel 1857 a Nanterre. Nel 1859 la produzione annua è di circa 500 kg e l'alluminio viene destinato principalmente ottenere oggetti di bigiotteria, in quanto il prezzo era superiore a quello dell'oro e veniva quindi considerato un metallo prezioso.
L'intuizione geniale di Henry Sainte-Claire Deville fu quella di partire dalla bauxite come minerale per la produzione di allumina (Al2O3, intermedio necessario alla produzione dell'alluminio) e mise a punto un processo (chiamato processo Deville) per estrarre l'allumina dal minerale.
Avendo necessità di sodio come materia prima, mise a punto un metodo di produzione più efficiente di tale elemento, e, come conseguenza di queste ricerche e lavori, il costo dell'alluminio precipitò da 1000 franchi a 10 franchi al chilogrammo.
Il procedimento chimico di Sainte-Claire Deville perse importanza nel 1886, anno in cui Paul Héroult in Francia e Charles Martin Hall negli Stati Uniti scoprirono il metodo di riduzione elettrolitica per la produzione dell'alluminio (chiamato appunto "processo di Hall-Héroult"). A dire il vero nel 1854 Saint-Claire Deville tentò di utilizzare un metodo elettrolitico, ma le cinque pile utilizzate non erano in grado di fornire una potenza elettrica paragonabile a quella dei generatori usati da Héroult e Hall. 
Henri Moissan (premio Nobel per la chimica nel 1906 e allievo di Sainte-Claire Deville) dirà « Deville aspettava la scoperta di Gramme » (elettricista belga che mise a punto la prima dinamo industriale).